# 스웨덴의 지역

스웨덴의 지역

스웨덴의 지역(스웨덴어: landsdelar 란스델라르[*])은 스웨덴의 전통적인 행정 구역이다. 공식적인 행정 구역 단위는 아니며 행정 기능 또한 갖고 있지 않다. 스웨덴은 3개 지역으로 구성되어 있으며 이들 지역은 여러 개의 지방으로 나뉜다.

## 지역 목록
- 예탈란드(Götaland): 스웨덴 남부에 위치하며 10개 지방이 속한다. 스웨덴의 3개 지역 가운데 인구가 가장 많은 지역이다.
- 스베알란드(Svealand): 스웨덴 중부에 위치하며 6개 지방이 속한다. 스웨덴의 3개 지역 가운데 면적이 가장 작은 지역이다.
- 노를란드(Norrland): 스웨덴 북부에 위치하며 9개 지방이 속한다. 스웨덴의 3개 지역 가운데 면적이 가장 큰 지역이다.

## 역사적 지역

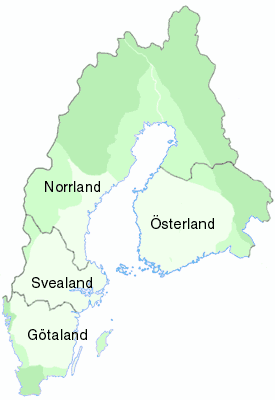
스웨덴의 옛 4개 지역

스웨덴은 역사적으로 4개 지역(예탈란드(Götaland), 스베알란드(Svealand), 노를란드(Norrland), 외스테를란드(Österland))으로 구성되어 있었다. 이 가운데 노를란드는 현재의 핀란드 북부를 포함했으며 외스테를란드는 현재의 핀란드 남부에 있었다.
1809년 핀란드 전쟁에서 패배한 스웨덴이 자국 영토 동부를 러시아 제국에 할양했으며 그 자리에는 러시아 제국의 지배를 받은 핀란드 대공국이 수립되었다. 스웨덴령 노를란드는 당시 스웨덴 국토의 절반 이상을 차지했지만 인구는 중부 지역이나 남부 지역에 비해 인구가 적은 편이었다. 스톡홀름은 중세 시대 스웨덴 국토의 중부에 위치했기 때문에 스웨덴의 수도가 되었지만 핀란드가 스웨덴으로부터 분리된 이후에는 스웨덴 국토의 동부에 위치하게 되었다.

## 같이 보기
- 스웨덴의 행정 구역
- 스웨덴의 지방
- 스웨덴의 주